# Góra Sołowa
Góra Sołowa (532 m n.p.m.) lub Sołowa – wzniesienie w Grupie Żurawnicy, która w regionalizacji fizycznogeograficznej Polski według Jerzego Kondrackiego zaliczana jest do Beskidu Małego, w nowszej regionalizacji z 2018 roku do Pasm Pewelsko-Krzeszowskich.
Góra Sołowa znajduje się na południowo-zachodnim grzbiecie Żurawnicy. Jej północno-zachodnie, zachodnie, południowe i południowo-wschodnie stoki opadają do dwóch źródłowych cieków potoku Rzeczka. Jest częściowo porośnięta lasem, częściowo jej stoki i grzbiet łączący ją z Wierchami zajmują pola uprawne wsi Krzeszów w województwie małopolskim, w powiecie suskim, w gminie Stryszawa.